# Occidentali's Karma
Singles de Francesco Gabbani
Eternamente ora
(2016) Tra le granite E le granate
(2017)
Chansons du Festival de Sanremo et chansons représentant l'Italie au Concours Eurovision de la chanson
Nessun grado di separazione
(2016) Non mi avete fatto niente
(2018)
Occidentali's Karma (en français « Le karma des Occidentaux ») est la chanson de Francesco Gabbani qui a remporté le festival de Sanremo 2017 et qui a représenté l'Italie au Concours Eurovision de la chanson 2017 à Kiev, en Ukraine.
L'Italie étant un membre du Big Five, elle est directement qualifiée pour la finale le 13 mai 2017.
La chanson est également un single disponible en téléchargement depuis le 10 février 2017, certifié quintuple disque de platine par la FIMI en Italie, et qui fait partie du nouvel album de Francesco Gabbani intitulé Magellano, dont la sortie a été annoncée le 28 avril 2017,.

## Description
Les paroles de la chanson se réfèrent à la tragédie Hamlet de William Shakespeare, soulignant la fracture dans la société moderne entre la nécessité d’intériorité et l’importance de l’apparence. Elles font également référence à l’aphorisme de la philosophie grecque Panta rhei (Panta rei en italien) attribué à Héraclite, et aux cultures orientales au travers de Bouddha et du Nirvana. De plus Francesco Gabbani qualifie la culture de l’internet comme « coca dei popoli / oppio dei poveri » (littéralement « coca des peuples / opium des pauvres »), reprenant Karl Marx qui qualifiait au XIXe siècle la religion d’ « opium du peuple »,.

« Lezioni di Nirvana / c'è il Buddha in fila indiana / per tutti un'ora d’aria, di gloria. / La folla grida un mantra / l'evoluzione inciampa / la scimmia nuda balla / Occidentali's Karma. (Leçons de Nirvâna / il y a le Bouddha en file indienne / pour tous une heure d'air, de gloire. / La foule crie un mantra / l'évolution trébuche / le singe nu danse / Karma des Occidentaux.) Refrain »

L'auteur du texte, Fabio Ilacqua, né à Varèse, mais originaire du Mezzogiorno, a expliqué le sens des paroles, assez ésotériques, dans une interview donnée au Corriere della Sera le 13 février 2017. Ainsi, après avoir également écrit Amen en 2016, le précédent succès de Francesco Gabbani au Festival de Sanremo, il admet que son texte n'est pas évident et que le titre est un « néologisme ». Gabbani lui avait envoyé une base sur laquelle il chantonnait dans un semblant d'anglais et il a cherché à en comprendre la morale, la culture de l'homme occidental et vers où amène ce que sème l'Occident. « Cyniquement, [Ilacqua] dirait que la direction n'est pas la bonne. » « Le singe nu », qui fait aussi partie de la chorégraphie, avec un homme déguisé en gorille, vient d'une lecture de l'essai éponyme de l'éthologue Desmond Morris qui lui a aussi rappelé une poésie de Salvatore Quasimodo, « Uomo del mio tempo che dice sei ancora l'uomo della pietra ». Les instincts des cavernes sont toujours présents dans l'homme moderne, et cela représente aussi l'athéisme de l'auteur,.
Initialement le titre de la chanson était Occidentalis Karma sous sa forme latine, mais Fabio Illacqua a décidé de l’angliciser en Occidentali’s Karma pour sa présentation.

## Succès
Une semaine après avoir été publié, le single Occidentali's Karma est certifié disque d'or en Italie, après s'être écoulé à plus 25 000 exemplaires. La FIMI le certifiera ensuite successivement disque de platine (50 000 exemplaires), double disque de platine (100 000 exemplaires), et enfin triple disque de platine (150 000 exemplaires) deux mois après sa sortie. Le 15 mai 2017, le single obtient un quatrième disque de platine en Italie.
Le clip de la chanson quant à lui a été posté sur YouTube le 9 février 2017, et sera visionné le 12 février plus de 4 353 802 fois, établissant le record de vues en un jour pour un artiste italien. Ce même clip dépassera la barre des 50 000 000 vues le 9 avril 2017, celle des 100 000 000 vues le 24 avril 2017,, et enfin celle des 150 000 000 vues début août 2017.

## Certifications
| Année | Ventes  | Certification,            |
| ----- | ------- | ------------------------- |
| 2017  | 25 000  | Or Italie (FIMI)          |
| 2017  | 50 000  | Platine Italie (FIMI)     |
| 2017  | 100 000 | 2 × Platine Italie (FIMI) |
| 2017  | 150 000 | 3 × Platine Italie (FIMI) |
| 2017  | 200 000 | 4 × Platine Italie (FIMI) |
| 2017  | 250 000 | 5 × Platine Italie (FIMI) |